# Neoplan Jetliner
Neoplan Jetliner — сімейство туристичних автобусів, що виготовляються німецькою компанією Neoplan з 1973 року.

## Історія

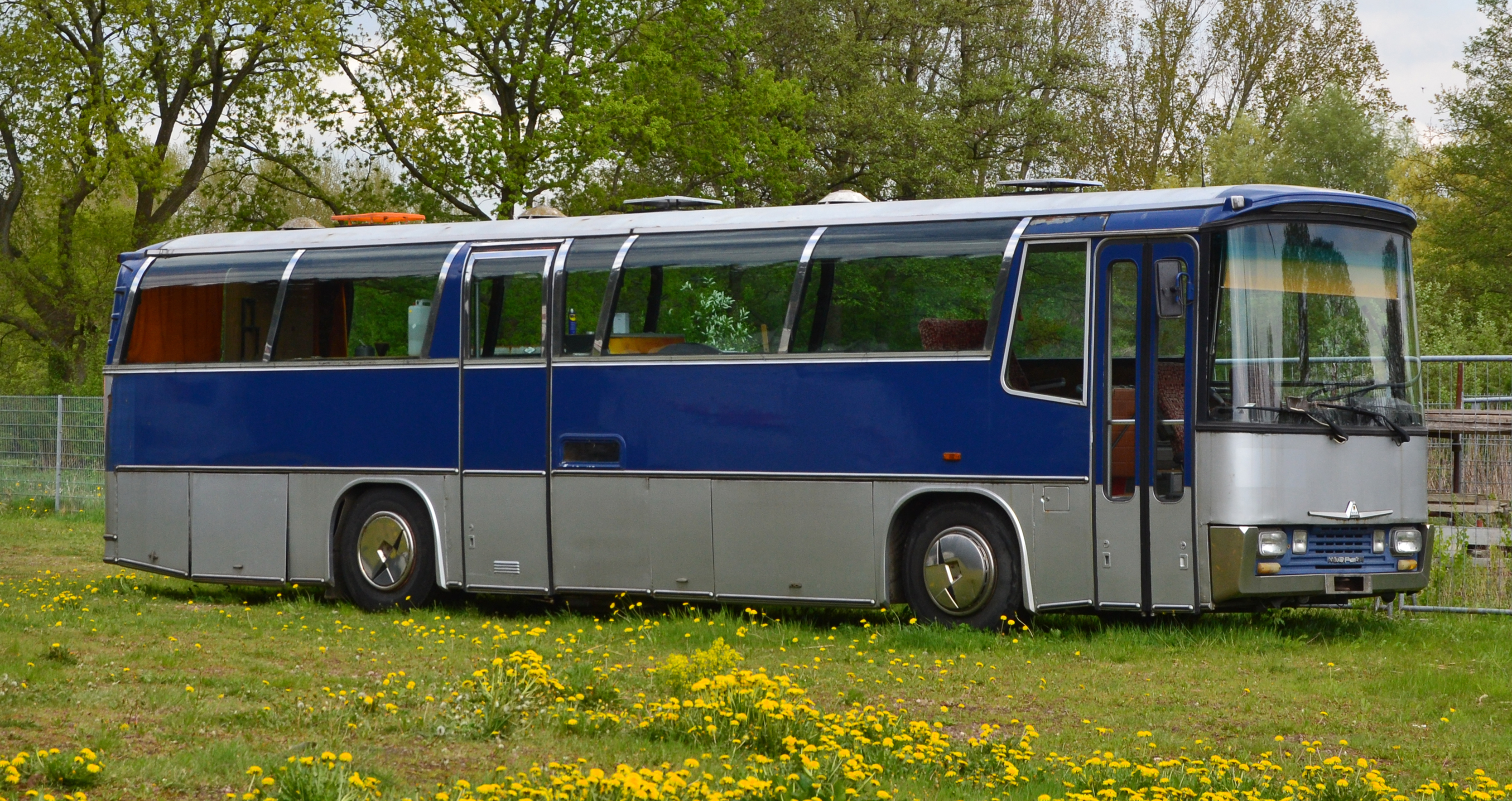
Neoplan Jetliner N216 1973 року

### 1973
В 1973 році на заміну Neoplan Typ Hamburg прийшов туристичний автобус Neoplan Jetliner N216. Автобус мав сучасний зварний кузов довжиною 12 метрів, двоє дверей, 48 пасажирських крісел та комплектувався пневматичною підвіскою. Він був подібний до угорського міжміського автобуса Ikarus 250.
В 1977 році представлено 9,3 метровий Neoplan Jetliner N212.
В тому ж році на експорт виготовили 14 метровий трьохосний Neoplan Jetliner N216/3H на 65 посадочних місць.

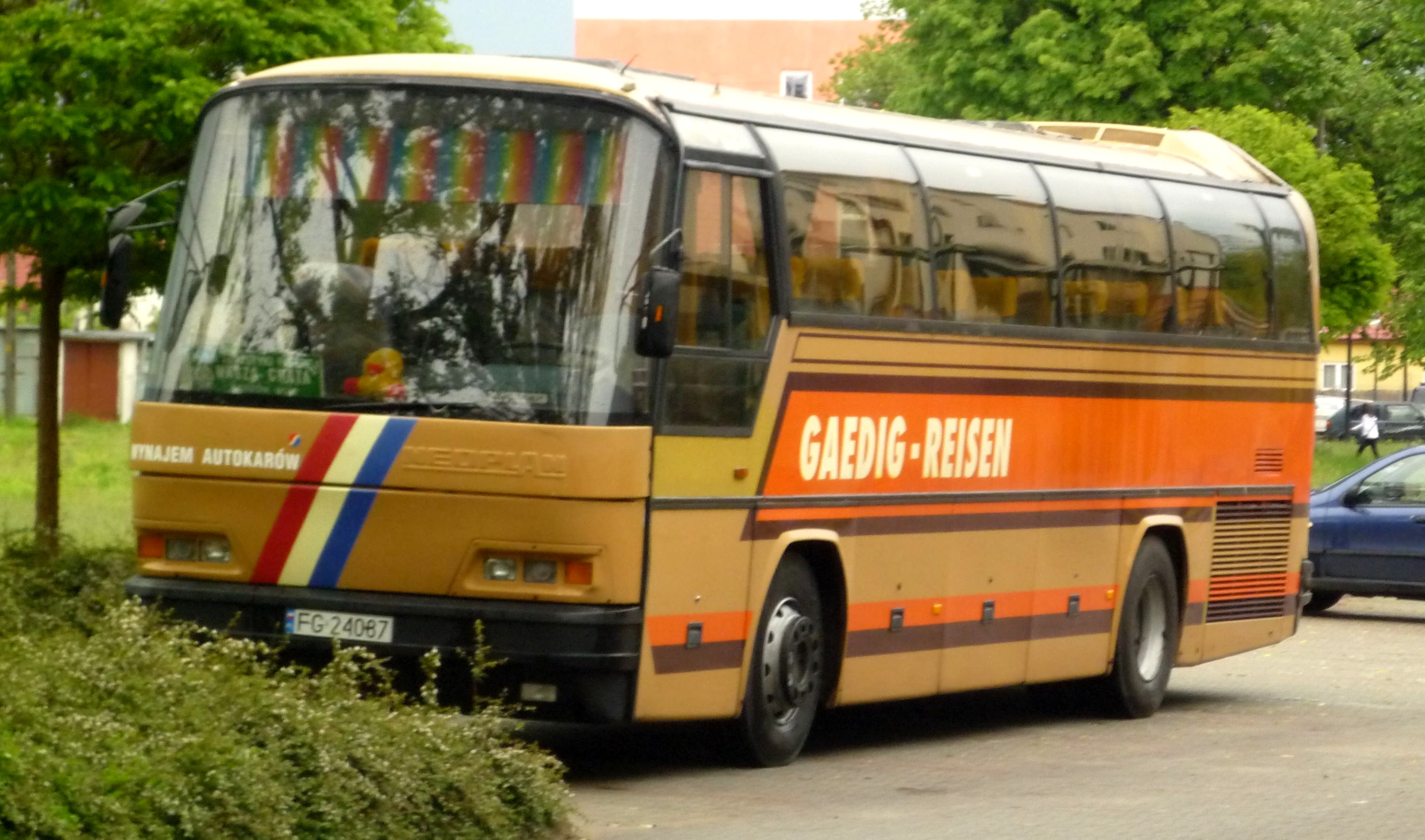
Neoplan Jetliner N212 1987 року

### 1979
В 1979 році сімейство Jetliner модернізували, повністю змінивши кузов. Лобове скло отримало більший нахил.

### 1987
В 1987 році сімейство Jetliner оновили вдруге, змінивши передню частину і оснащення.

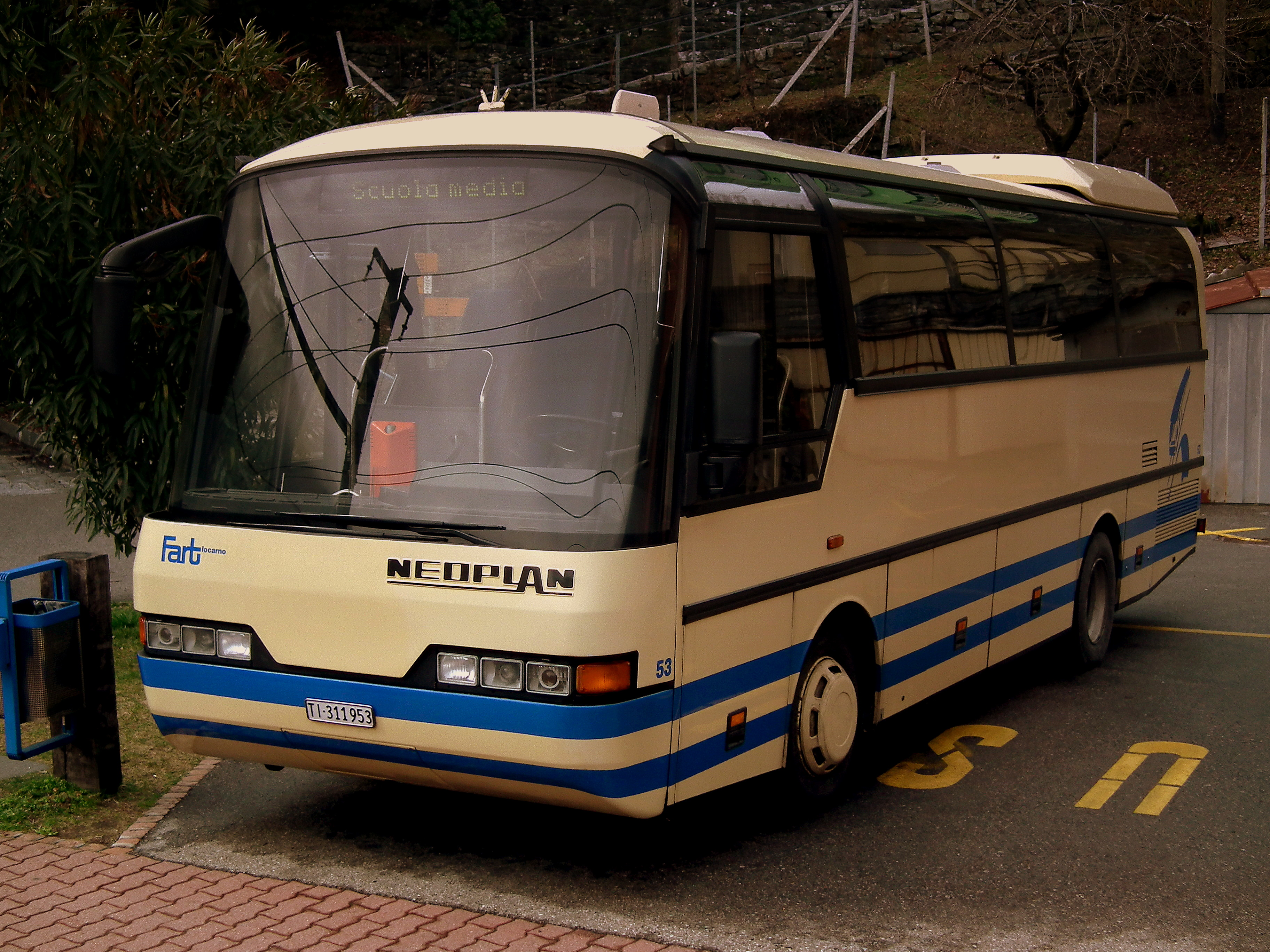
Neoplan Jetliner N208 1994 року

### 1994
В 1994 році сімейство оновили втретє, змінивши передні та задні фари та бампера.
В 1999 році виробництво Jetliner припинили. Йому на заміну прийшов Neoplan Euroliner. Загалом в сімейство входили автобуси Neoplan Jetliner N208, N209, N212, N213, N214 та N216.

### 2012
В 2012 році компанія Neoplan почала знову виготовляти автобуси під назвою Jetliner. Це цілковито нові туристичні автобуси, що представляють найдешевші моделі серед автобусів Neoplan. Пропонується звичайна 12,3 метрова модель Jetliner (P26) і подовжена 13 метрова метрова Jetliner C (P27). Автобуси комплектуються рядними 6-циліндровими дизельними двигунами MAN D2066 LUH 10,5 л потужністю 360 або 400 к.с.

#### Модифікації
- Neoplan Jetliner (P26) — двохосний, довжиною 12,3 м.
- Neoplan Jetliner C (P27) — двохосний, довжиною 13 м.